# Аделейд (остров)
Аделейд (англ. Adelaide Island, исп. Isla Adelaida или Isla Belgrano) — остров у побережья Антарктиды. С размерами 121 километров в длину и до 32 километров в ширину является седьмым по размеру островом Антарктики.

## География
Расположен у северо-западного побережья Антарктического полуострова в северной части залива Маргариты. За счёт льдов остров практически неотделим от материка. Почти полностью покрыт льдом. Площадь острова — 4463 км². Наивысшая точка — (Mount Gaudry) имеет высоту над уровнем моря 2315 м.

## История
Остров был открыт английским исследователем Джоном Биско 14 февраля 1832 года. Своё название остров получил в честь королевы Аделаиды (Аделейд).
У южного побережья острова находится полярная станция Великобритании — «Rothera-Station», введённая в строй в 1975 году и заменившая открытую на острове в 1961 году станцию «Аделейд-Айленд». Главные задачи: полевые работы в окрестных регионах, снабжение соседних полярных станций, метеорологические и гляциологические наблюдения и наблюдения за полярными сияниями. В зависимости от времени года на станции работает от 22 до 130 человек. Для нужд станции оборудована взлётно-посадочная полоса, рассчитанная на лёгкие самолёты.